# Вътрешен космос
„Вътрешен космос“ (на английски: Innerspace) е американска научнофантастична комедия от 1987 г. на режисьора Джо Данте и е продуциран от Майкъл Финел, а изпълнителен продуцент е Стивън Спилбърг. Филмът е вдъхновен от научнофантастичния филм „Фантастичното пътуване“ от 1966 г. Във филма участват Денис Куейд, Мартин Шорт, Мег Райън, Робърт Пикардо и Кевин Маккарти, а музиката е композирана от Джери Голдсмит. Той печели 25.9 млн. долара в световен мащаб и печели „Оскар“ за най-добри визуални ефекти.